# Furusjön (Skogsbygdens socken, Västergötland)
Furusjön är en sjö i Vårgårda kommun i Västergötland och ingår i Göta älvs huvudavrinningsområde.